# Parafia św. Joachima w Holland Park
Parafia św. Joachima w Holland Park – parafia rzymskokatolicka, należąca do archidiecezji Brisbane.
Przy parafii funkcjonuje katolicka szkoła podstawowa św. Joachima i szkoła podstawowa św. Agnieszki.